# کاتسومی سوزوکی (بازیکن فوتبال)
کاتسومی سوزوکی (ژاپنی: 鈴木 克美؛ زادهٔ ۲۱ آوریل ۱۹۶۹) یک بازیکن فوتبال اهل ژاپن است.
از باشگاه‌هایی که در آن بازی کرده‌است می‌توان به باشگاه فوتبال مونتدیو یاماگاتا اشاره کرد.